# Darryn Binder
Darryn Binder (Potchefstroom, Sudáfrica, 21 de enero de 1998) es un piloto de motociclismo sudafricano que participa en la categoría de Moto2 con el equipo Italjet Gresini.
Es el hermano menor de Brad Binder campeón mundial de Moto3 de 2016. Los hermanos Binder corrieron juntos la temporada 2015 y 2016 del Campeonato Mundial de Moto3.

## Biografía
Comenzó a competir en karts, pero luego pasó a correr en motocicletas a la edad de ocho años, destacándose en las competiciones nacionales. Entre 2013 y 2014 compitió en la Red Bull MotoGP Rookies Cup.
Hizo su debut en el campeonato mundial de Moto3 en 2015, contratado por el equipo Outox Reset Drink Team, que le confió una Mahindra MGP3O; su compañero de equipo fue Alessandro Tonucci. Su mejor carrera de la temporada fue el Gran Premio de la República Checa donde terminó en la 16.ª posición. Finalizó la temporada sin puntos.
En 2016 permaneció en el mismo equipo, ahora renombrado Platinum Bay Real Estate, su compañero de equipo fue el checo Karel Hanika. En esta temporada sumo puntos en cuatro carreras siendo su mejor resultado un cuarto lugar en Australia, además sumo puntos en los grandes premios de Cataluña, Malasia y Valencia. Terminó la temporada en la 25.ª posición con 27 puntos.
En 2017 permaneció en el mismo equipo, conduciendo una KTM RC 250 GP, su nuevo compañero de equipo fue el español Marcos Ramírez. Su mejor resultado fue un cuarto puesto en el Gran Premio de Italia, además consiguió dos décimos puestos en los grandes premios de las Américas y Alemania. En esta temporada se vio obligado a perderse los grandes premios de la República Checa, Austria, Gran Bretaña y San Marino debido a la fractura del pulgar derecho ocurrida durante un entrenamiento y el Gran Premio de la Comunidad Valenciana por una lesión en un ligamento del pulgar izquierdo ocurrida durante la práctica libre del gran premio. Terminó la temporada en la 19.º posición con 35 puntos.
En 2018 pasó al Red Bull KTM Ajo siendo el único piloto del equipo. Consiguió su primer podio al terminar tercero en el Gran Premio de Japón donde además consiguió la vuelta rápida en carrera. Otros resultados destacados en la temporada fueron dos séptimos puestos en los grandes premios de Holanda y Malasia y un octavo puesto en el Gran Premio de San Marino. En esta temporada se vio obligado a perderse el Gran Premio de España por la subluxación de la clavícula izquierda ocurrida en la clasificación del gran premio y el Gran Premio de Alemania por la fractura de la clavícula derecha ocurrida en el entrenamiento. Terminó la temporada en la 17.º posición con 57 puntos.
En 2019 pasó al equipo CIP-Green Power, utilizando una KTM RC 250 GP, su compañero de equipo es el británico Tom Booth-Amos.

## Resultados

### Red Bull MotoGP Rookies Cup
| Año  | 1        | 2       | 3        | 4         | 5        | 6         | 7        | 8         | 9         | 10        | 11       | 12      | 13       | 14        | Pos. | Pts. |
| ---- | -------- | ------- | -------- | --------- | -------- | --------- | -------- | --------- | --------- | --------- | -------- | ------- | -------- | --------- | ---- | ---- |
| 2013 | COA 1 17 | COA 2 5 | JER 1 10 | JER 2 Ret | ASS 1 16 | ASS 2 Ret | SAC 1 14 | SAC 2 Ret | BRN 12    | SIL 1 Ret | SIL 2 16 | MIS 5   | ARA 1 5  | ARA 2 Ret | 15.º | 45   |
| 2014 | JER 1 6  | JER 2 5 | MUG Ret  | ASS 1 10  | ASS 2 11 | SAC 1 Ret | SAC 2 13 | BRN 1 18  | BRN 2 Ret | SIL 1 10  | SIL 2 12 | MIS DNS | ARA 1 13 | ARA 2 9   | 13.º | 55   |

### Campeonato del Mundo de Motociclismo
Sistema de puntuación de 1993 hasta 2022:
| Posición | 1.º | 2.º | 3.º | 4.º | 5.º | 6.º | 7.º | 8.º | 9.º | 10.º | 11.º | 12.º | 13.º | 14.º | 15.º |
| Puntos   | 25  | 20  | 16  | 13  | 11  | 10  | 9   | 8   | 7   | 6    | 5    | 4    | 3    | 2    | 1    |

Sistema de puntuación desde 2023 en adelante:
| Posición       | 1.º | 2.º | 3.º | 4.º | 5.º | 6.º | 7.º | 8.º | 9.º | 10.º | 11.º | 12.º | 13.º | 14.º | 15.º |
| Puntos         | 25  | 20  | 16  | 13  | 11  | 10  | 9   | 8   | 7   | 6    | 5    | 4    | 3    | 2    | 1    |
| Carrera sprint | 12  | 9   | 7   | 6   | 5   | 4   | 3   | 2   | 1   |      |      |      |      |      |      |

#### Por categoría
| Cat.   | Temporadas    | 1.er Gran Premio | 1.er Podio    | 1.ª Victoria  | Carreras | Victorias | Podios | Poles | V.Ráp. | Pts. | CM |
| ------ | ------------- | ---------------- | ------------- | ------------- | -------- | --------- | ------ | ----- | ------ | ---- | -- |
| Moto3  | 2015–2021     | Catar 2015       | Japón 2018    | Cataluña 2020 | 117      | 1         | 6      | 3     | 6      | 431  | -  |
| MotoGP | 2022          | Catar 2022       |               |               | 20       | 0         | 0      | 0     | 0      | 12   | -  |
| Moto2  | 2023-         | Portugal 2023    |               |               | 34       | 0         | 0      | 0     | 0      | 88   | -  |
| Total  | 2015-presente | 2015-presente    | 2015-presente | 2015-presente | 171      | 1         | 6      | 3     | 6      | 531  | 0  |

#### Por temporada
| Temp. | Cat.   | Moto     | Equipo                         | Carreras | Victorias | Podios | Poles | V.Ráp. | Pts. | Pos. |
| ----- | ------ | -------- | ------------------------------ | -------- | --------- | ------ | ----- | ------ | ---- | ---- |
| 2015  | Moto3  | Mahindra | Outox Reset Drink Team         | 18       | 0         | 0      | 0     | 0      | 0    | NC   |
| 2016  | Moto3  | Mahindra | Platinum Bay Real Estate       | 18       | 0         | 0      | 0     | 0      | 27   | 25.º |
| 2017  | Moto3  | KTM      | Platinum Bay Real Estate       | 13       | 0         | 0      | 0     | 0      | 35   | 19.º |
| 2018  | Moto3  | KTM      | Red Bull KTM Ajo               | 16       | 0         | 1      | 0     | 1      | 57   | 17.º |
| 2019  | Moto3  | KTM      | CIP Green Power                | 19       | 0         | 1      | 0     | 1      | 54   | 22.º |
| 2020  | Moto3  | KTM      | CIP Green Power                | 15       | 1         | 2      | 1     | 2      | 122  | 8.º  |
| 2021  | Moto3  | Honda    | Petronas Sprinta Racing        | 18       | 0         | 2      | 2     | 2      | 136  | 7.º  |
| 2022  | MotoGP | Yamaha   | WithU Yamaha RNF MotoGP Team   | 20       | 0         | 0      | 0     | 0      | 12   | 24.º |
| 2023  | Moto2  | Kalex    | Liqui Moly Husqvarna Intact GP | 14       | 0         | 0      | 0     | 0      | 34   | 20.º |
| 2024  | Moto2  | Kalex    | Liqui Moly Husqvarna Intact GP | 20       | 0         | 0      | 0     | 0      | 54   | 19.º |
| 2025  | Moto2  | Kalex    | Italjet Gresini Moto2          |          |           |        |       |        | *    | *    |
| Total | Total  | Total    | Total                          | 171      | 1         | 6      | 3     | 6      | 531  |      |

- * Temporada en curso.

#### Carreras por año
| Año  | Cat.   | Moto     | 1       | 2       | 3       | 4       | 5       | 6       | 7       | 8       | 9       | 10      | 11      | 12      | 13      | 14      | 15      | 16      | 17      | 18      | 19      | 20      | 21  | 22  | Pos. | Pts. |
| ---- | ------ | -------- | ------- | ------- | ------- | ------- | ------- | ------- | ------- | ------- | ------- | ------- | ------- | ------- | ------- | ------- | ------- | ------- | ------- | ------- | ------- | ------- | --- | --- | ---- | ---- |
| 2015 | Moto3  | Mahindra | QAT 19  | AME Ret | ARG 24  | SPA 24  | FRA Ret | ITA 18  | CAT Ret | NED 19  | GER 20  | IND 27  | CZE 16  | GBR Ret | RSM 18  | ARA Ret | JPN 27  | AUS Ret | MAL Ret | VAL 18  |         |         |     |     | NC   | 0    |
| 2016 | Moto3  | Mahindra | QAT 23  | ARG 30  | AME Ret | SPA Ret | FRA Ret | ITA Ret | CAT 12  | NED 17  | GER Ret | AUT 17  | CZE Ret | GBR 21  | RSM Ret | ARA 26  | JPN 22  | AUS 4   | MAL 10  | VAL 12  |         |         |     |     | 25.º | 27   |
| 2017 | Moto3  | KTM      | QAT 13  | ARG 12  | AME 10  | SPA 20  | FRA Ret | ITA 4   | CAT Ret | NED 13  | GER 10  | CZE     | AUT     | GBR     | RSM     | ARA 22  | JPN 20  | AUS 24  | MAL Ret | VAL DNS |         |         |     |     | 19.º | 35   |
| 2018 | Moto3  | KTM      | QAT Ret | ARG 22  | AME 13  | SPA DNS | FRA 11  | ITA 13  | CAT Ret | NED 7   | GER     | CZE 23  | AUT 19  | GBR C   | RSM 8   | ARA 18  | THA Ret | JPN 3   | AUS 12  | MAL 7   | VAL 19  |         |     |     | 17.º | 57   |
| 2019 | Moto3  | KTM      | QAT Ret | ARG 2   | AME 15  | SPA 11  | FRA Ret | ITA 10  | CAT 15  | NED Ret | GER Ret | CZE 10  | AUT 15  | GBR 12  | RSM Ret | ARA 17  | THA 20  | JPN Ret | AUS 6   | MAL Ret | VAL Ret |         |     |     | 22.º | 54   |
| 2020 | Moto3  | KTM      | QAT Ret | SPA 18  | AND 4   | CZE 12  | AUT 6   | EST 6   | RSM Ret | ERM Ret | CAT 1   | FRA Ret | ARA 2   | TER 8   | EUR 5   | VAL 5   | POR 6   |         |         |         |         |         |     |     | 8.º  | 122  |
| 2021 | Moto3  | Honda    | QAT 3   | DOH 2   | POR 20  | SPA 22  | FRA 20  | ITA 5   | CAT 5   | GER 14  | NED 7   | EST 6   | AUT 9   | GBR 7   | ARA 7   | RSM 6   | AME 7   | ERM 4   | ALG DSQ | VAL Ret |         |         |     |     | 7.º  | 136  |
| 2022 | MotoGP | Yamaha   | QAT 16  | INA 10  | ARG 18  | AME 22  | POR 17  | SPA Ret | FRA 17  | ITA 16  | CAT 12  | GER Ret | NED Ret | GBR 20  | AUT Ret | RSM 16  | ARA 18  | JPN Ret | THA 21  | AUS 14  | MAL Ret | VAL Ret |     |     | 24.º | 12   |
| 2023 | Moto2  | Kalex    | POR 16  | ARG 10  | AME DNS | SPA     | FRA     | ITA Ret | GER Ret | NED 14  | GBR 15  | AUT Ret | CAT     | RSM     | IND 7   | JPN 10  | INA 13  | AUS Ret | THA 15  | MAL DNS | QAT 14  | VAL 20  |     |     | 20.º | 34   |
| 2024 | Moto2  | Kalex    | QAT 18  | POR 15  | AME 27  | SPA Ret | FRA 14  | CAT 14  | ITA Ret | NED 15  | GER 25  | GBR 6   | AUT 7   | ARA 9   | RSM 10  | ERM 16  | INA 5   | JPN 15  | AUS 12  | THA Ret | MAL Ret | SLD 15  |     |     | 19.º | 55   |
| 2025 | Moto2  | Kalex    | THA 17  | ARG 6   | AME INJ | QAT Ret | SPA 19  | FRA INJ | GBR INJ | ARA Ret | ITA 21  | NED Ret | GER 15  | CZE 17  | AUT     | HUN     | CAT     | RSM     | JPN     | INA     | AUS     | MAL     | POR | VAL | 21.º | 11   |

| Color     | Resultado                                                               |
| --------- | ----------------------------------------------------------------------- |
| Oro       | Ganador                                                                 |
| Plata     | 2.ª plaza                                                               |
| Bronce    | 3.ª plaza                                                               |
| Verde     | Finalizó en los puntos                                                  |
| Azul      | Finalizó sin puntos                                                     |
| Azul      | NC - No clasificado                                                     |
| Violeta   | Ret - No terminó (Carrera)                                              |
| Rojo      | DNQ - No se clasificó                                                   |
| Negro     | DSQ - Descalificado                                                     |
| Blanco    | DNS - No empezó (carrera)                                               |
| Blanco    | WD - Retirado (fin de semana)                                           |
| Blanco    | C - Carrera cancelada                                                   |
| Sin color | DNP - Inscrito pero no participó                                        |
| Sin color | INJ - Lesionado                                                         |
| Sin color | EX - Excluido                                                           |
| Estado    | Resultado                                                               |
| Negrita   | Pole position                                                           |
| Cursiva   | Vuelta rápida                                                           |
| †         | Abandona, pero clasifica al completar el porcentaje requerido para ello |